# Dorfkirche Wasewitz

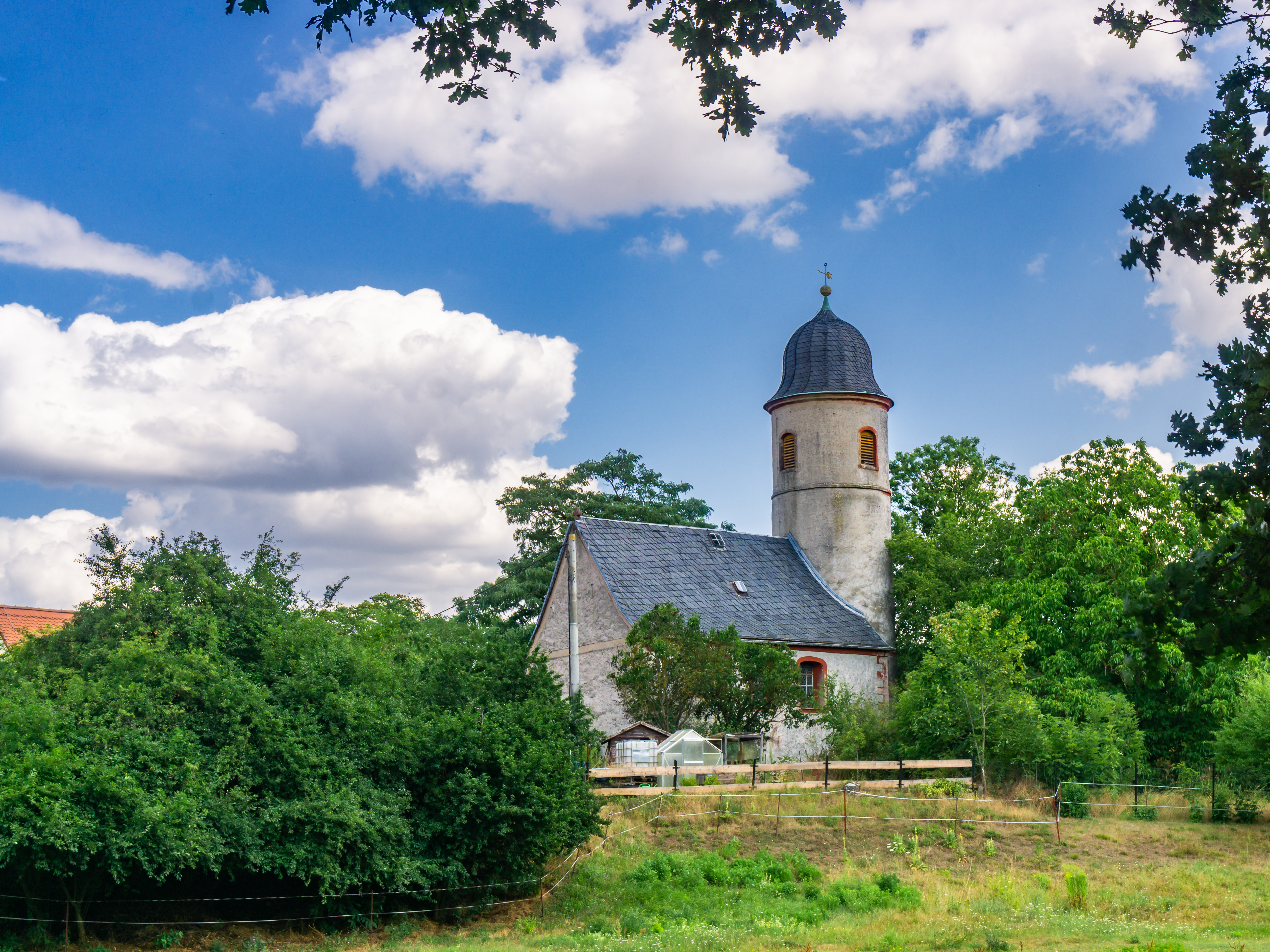
Dorfkirche Wasewitz

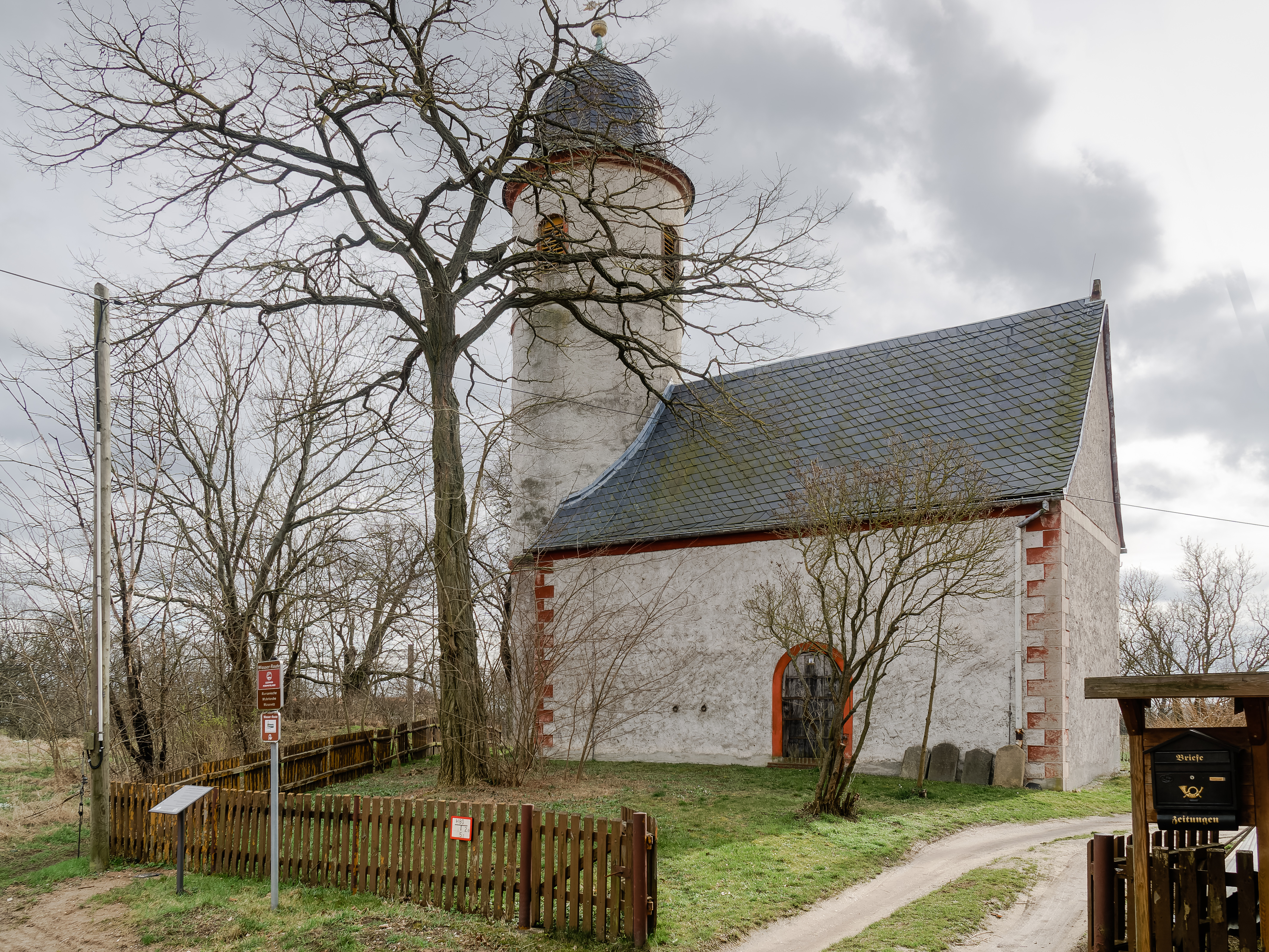
Nordseite

Die evangelische Dorfkirche Wasewitz ist eine im Kern romanische Saalkirche im Ortsteil Wasewitz von Thallwitz im Landkreis Leipzig in Sachsen. Sie gehört zur Kirchengemeinde Thallwitz-Lossatal im Kirchenbezirk Leipziger Land der Evangelisch-Lutherischen Landeskirche Sachsens und kann in der Regel nicht besichtigt werden.

## Geschichte und Architektur
Die kleine romanische Saalkirche des 12. Jahrhunderts hat eine halbkreisförmige Apsis. Über dieser wurde im Jahr 1851 ein hoher Rundturm erbaut. Eine Restaurierung wurde in den Jahren 1961–1970 vorgenommen; dabei wurden umfangreiche Wandmalereien aus der Zeit um 1496 entdeckt und freigelegt.
Das Bauwerk ist ein verputzter Bruchsteinbau mit dunkelroten Eckquadern. Die Apsis wird von schmalen Rundbogenfenstern erhellt, an der Saalsüdseite sind drei symmetrisch angeordnete Korbbogenfenster aus dem Jahr 1885 eingelassen. An der Nordseite erschließt ein rundbogiger Eingang das Bauwerk. Über dem Westgiebel ist ein romanisches Steinkreuz eingebaut. Der Turm ist mit schmalen Gurtbändern gegliedert. Er schließt mit glockenartiger Haube und Wetterfahne, welche die Jahreszahl 1851 zeigt.
Das flachgedeckte Innere ist geprägt von der reichen Ausmalung an der Nordwand, am Triumphbogen und in der Apsis, in der nur noch Fragmente erhalten sind. An der Nordseite sind in drei Registern sehr bewegte Darstellungen von Scheinarchitekturen zu sehen. Sie zeigen die Geißelung, Dornenkrönung und Kreuzigung Christi (oben), die Kreuzabnahme, Grablegung, Auferstehung und Himmelfahrt (Mitte) und Heiligenlegenden (unten). Die letztere Darstellung ist möglicherweise älter. 
Am Triumphbogen ist pflanzliche Ornamentik aufgemalt, dazu ein Engel mit Spruchband (14. Jahrhundert, stark überarbeitet), in den Zwickeln die Verkündigung. In der Apsis sind Christus als Weltenrichter dargestellt, seitlich davon Verdammte und Selige.

## Ausstattung
Die Mensa ist aus romanischen Teilen zusammengesetzt, mit eingeritzten Weihekreuzen. Die Kanzel ruht auf einem Steinsockel; der große geschwungene Korb zeigt eine gemalte Kreuzigungsdarstellung auf Leinwand, seitlich ist geschnitztes spätgotisches Astwerk angeordnet, bezeichnet mit der Jahreszahl 1548.
Die kleine mechanische Orgel ist ein Werk der Orgelbauers Nicolaus Schrickel aus dem Jahr 1861. Das Werk mit fünf Registern auf einem Manual wurde 1975/1976 durch Christoph Schwarzenberg restauriert. Die Disposition lautet:
| Manual C–c3 |            |
| Gedackt     | 8′         |
| Principal   | 4′         |
| Holzflöte   | 4′         |
| Oktave      | 2′         |
| Quinte      | 1 ⁄3′ – 1′ |

- Nebenregister: Klingel zum Calcant